# Cantonul Lisle-sur-Tarn
Cantonul Lisle-sur-Tarn este un canton din arondismentul Albi, departamentul Tarn, regiunea Midi-Pyrénées, Franța.

## Comune
- Lisle-sur-Tarn (reședință)
- Parisot
- Peyrole